# Audi R15 TDI
De Audi R15 TDI is een sportwagen van het Duitse automerk Audi. In 2009 werd de Audi R15 als opvolger van de R10 voorgesteld. De R15 is daarmee de tweede dieselauto waarmee Audi deelneemt aan de 24 uur van Le Mans. 

## Technische specificaties
| Type voertuig             | Carrosserie           | Motor | Motorvermogen | Koppel                                       | Minimumgewicht |
| ------------------------- | --------------------- | --- | ------------- | -------------------------------------------- | -------------- |
| Le Mans Prototype (LM P1) | Carbonfiber monocoque | Aluminium 5,5 liter-V10, blokhoek: 90°, 4 kleppen per cilinder, dubbele bovenliggende nokkenassen, common-rail-dieselinjectie, per cilinderrij één Garrett-turbolader met 2,94 bar maximale turbodruk, Bosch MS14-motormanagement, 2 dieselpartikelfilters | > 650 pk      | > 1.100 Nm tussen ongeveer 3000 tot 5000 tpm | 925 kg         |

## Le Mans 2009
Tijdens de 77ste editie van de 24 uur van Le Mans werd de auto met startnummer 1 derde achter twee Peugeots 908. De tweede R15, nummer 3, werd geklasseerd op plaats 13 en nummer 2, de derde ingeschreven R15 stopte na 104 ronden na een ongeluk.

## Le Mans 2010

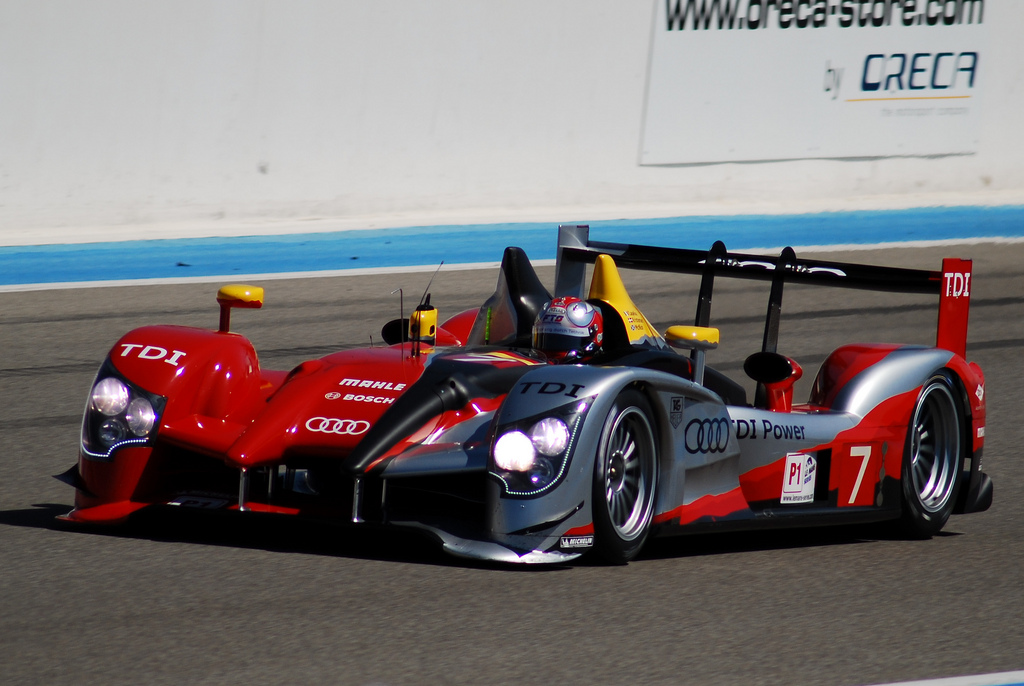
Audi R15 TDI Plus

In 2010 kwam Audi uit met de R15 Plus. Tijdens de 24 uur van Le Mans wist het team de eerste drie posities te veroveren en versloeg het hiermee Peugeot. Winnaar werd de auto met startnummer 9, voor de 8 en 7.